# Brenthis hanako
Brenthis hanako är en fjärilsart som beskrevs av Clark 1936. Brenthis hanako ingår i släktet Brenthis och familjen praktfjärilar. Inga underarter finns listade i Catalogue of Life.